# Dominic Dwyer
Dominic Dwyer, detto Dom (Cuckfield, 30 luglio 1990), è un calciatore inglese naturalizzato statunitense, attaccante del Mansfield Town.

## Carriera

### Club
Il 12 gennaio 2012 viene selezionato come sedicesima scelta agli MLS SuperDraft dallo Sporting Kansas City e debutta professionisticamente il 29 maggio, durante il match di .U.S. Open Cup contro l'Orlando City sostituendo C.J. Sapong a partita in corso. Il 2 settembre debutta in MLS contro il Toronto entrando nei minuti finali. Il 4 novembre compie la sua seconda presenza stagionale durante la fase play-off della MLS contro gli Houston Dynamo, match poi perso 2-0. Nel 2013 viene girato in prestito all'Orlando City, club militante nella United Soccer League.
Il 4 maggio segna la prima tripletta in carriera contro l'Antigua Barracuda nel match vinto da Orlando per 7-2. Durante la stagione arriva a conquistare contemporaneamente il titolo della USL con l'Orlando City, segnando 4 dei 7 gol della sua squadra in finale contro gli Charlotte Eagles, e il titolo della Major League Soccer con lo Sporting Kansas City, giocando complessivamente 27 partite e realizzando quattro reti tra tutte le competizioni.
Il 25 luglio 2017 viene nuovamente girato in prestito ad Orlando, che nel frattempo è salito in MLS. Il 16 settembre segna la prima doppietta con la nuova maglia contro l'altro team esordiente in MLS, l'Atlanta United, il match si è poi concluso con un pareggio per 3-3. 
Il 3 gennaio 2018 firma un contratto di tre anni con l'Orlando City.

### Nazionale
Nato in Inghilterra, dopo otto anni di residenza negli Stati Uniti ottiene la cittadinanza statunitense. Il 3 giugno 2017, a seguito della naturalizzazione, viene convocato da Bruce Arena nella nazionale statunitense nella pre-lista per la Gold Cup. Il 25 giugno viene confermato nella lista finale dei 23 giocatori che prenderanno parte alla competizione ed esordisce con la nazionale durante un'amichevole contro la nazionale ghanese, segnando anche la prima rete con la maglia statunitense. L'8 luglio segna il secondo gol durante il match di Gold Cup contro la nazionale panamense.

## Statistiche

### Presenze e reti nei club
Statistiche aggiornate al 29 gennaio 2018.
| Stagione                    | Squadra                     | Campionato                  | Campionato | Campionato | Coppe nazionali | Coppe nazionali | Coppe nazionali | Coppe continentali | Coppe continentali | Coppe continentali | Altre coppe | Altre coppe | Altre coppe | Totale | Totale |
| Stagione                    | Squadra                     | Comp                        | Pres       | Reti       | Comp            | Pres            | Reti            | Comp               | Pres               | Reti               | Comp        | Pres        | Reti        | Pres   | Reti   |
| --------------------------- | --------------------------- | --------------------------- | ---------- | ---------- | --------------- | --------------- | --------------- | ------------------ | ------------------ | ------------------ | ----------- | ----------- | ----------- | ------ | ------ |
| 2012                        | Sporting Kansas City        | MLS                         | 1+1        | 0          | USOC            | 1               | 0               |                    | -                  | -                  |             | -           | -           | 3      | 0      |
| 2013                        | Orlando City                | USL                         | 12+1       | 13+4       | USOC            | 2               | 2               |                    | -                  | -                  |             | -           | -           | 15     | 19     |
| 2013                        | Sporting Kansas City        | MLS                         | 16+5       | 2+1        | USOC            | -               | -               | CCL                | 6                  | 1                  |             | -           | -           | 27     | 4      |
| 2014                        | Sporting Kansas City        | MLS                         | 33+2       | 23+1       |                 | -               | -               | CCL                | 3                  | 1                  |             | -           | -           | 38     | 25     |
| 2015                        | Sporting Kansas City        | MLS                         | 30+1       | 12+0       | USOC            | 5               | 5               |                    | -                  | -                  |             | -           | -           | 36     | 17     |
| 2016                        | Sporting Kansas City        | MLS                         | 33+1       | 16+0       | USOC            | 2               | 0               | CCL                | 0                  | 0                  |             | -           | -           | 36     | 16     |
| 2017                        | Sporting Kansas City        | MLS                         | 15         | 5          | USOC            | 1               | 1               |                    | -                  | -                  |             | -           | -           | 16     | 6      |
| Totale Sporting Kansas City | Totale Sporting Kansas City | Totale Sporting Kansas City | 137        | 60         |                 | 9               | 6               |                    | 9                  | 2                  |             | -           | -           | 155    | 68     |
| 2017                        | Orlando City                | MLS                         | 12         | 4          | USOC            | -               | -               |                    | -                  | -                  |             | -           | -           | 12     | 4      |
| Totale Orlando City         | Totale Orlando City         | Totale Orlando City         | 25         | 21         |                 | 2               | 2               |                    | -                  | -                  |             | -           | -           | 27     | 23     |
| Totale carriera             | Totale carriera             | Totale carriera             | 162        | 81         |                 | 11              | 8               |                    | 9                  | 2                  |             | -           | -           | 182    | 91     |

### Cronologia presenze e reti in nazionale
| Cronologia completa delle presenze e delle reti in nazionale ― Stati Uniti | Cronologia completa delle presenze e delle reti in nazionale ― Stati Uniti | Cronologia completa delle presenze e delle reti in nazionale ― Stati Uniti | Cronologia completa delle presenze e delle reti in nazionale ― Stati Uniti | Cronologia completa delle presenze e delle reti in nazionale ― Stati Uniti | Cronologia completa delle presenze e delle reti in nazionale ― Stati Uniti | Cronologia completa delle presenze e delle reti in nazionale ― Stati Uniti | Cronologia completa delle presenze e delle reti in nazionale ― Stati Uniti |
| Data                                                                       | Città                                                                      | In casa                                                                    | Risultato                                                                  | Ospiti                                                                     | Competizione                                                               | Reti                                                                       | Note                                                                       |
| -------------------------------------------------------------------------- | -------------------------------------------------------------------------- | -------------------------------------------------------------------------- | -------------------------------------------------------------------------- | -------------------------------------------------------------------------- | -------------------------------------------------------------------------- | -------------------------------------------------------------------------- | -------------------------------------------------------------------------- |
| 1-7-2017                                                                   | Hartford                                                                   | Stati Uniti                                                                | 2 – 1                                                                      | Ghana                                                                      | Amichevole                                                                 | 1                                                                          | 76’                                                                        |
| 8-7-2017                                                                   | Nashville                                                                  | Stati Uniti                                                                | 1 – 1                                                                      | Panama                                                                     | Gold Cup 2017 - 1º turno                                                   | 1                                                                          |                                                                            |
| 16-7-2017                                                                  | Cleveland                                                                  | Nicaragua                                                                  | 0 – 3                                                                      | Stati Uniti                                                                | Gold Cup 2017 - 1º turno                                                   | -                                                                          | 74’                                                                        |
| 14-11-2017                                                                 | Leiria                                                                     | Portogallo                                                                 | 1 – 1                                                                      | Stati Uniti                                                                | Amichevole                                                                 | -                                                                          | 77’                                                                        |
| Totale                                                                     |                                                                            | Presenze                                                                   | 4                                                                          |                                                                            | Reti                                                                       | 2                                                                          |                                                                            |

## Palmarès

### Club
- U.S. Open Cup: 2

Sporting Kansas City: 2012, 2015
- USL: 1

Orlando City: 2013
- Campionato MLS: 1

Sporting Kansas City: 2013

### Nazionale
- Gold Cup: 1

2017